# دولف ستانلي
دولف ستانلي (بالإنجليزية: Dolph Stanley)‏ هو مدرب كرة سلة أمريكي، ولد في 23 يناير 1905 في ماريون في الولايات المتحدة، وتوفي في 9 يوليو 1990.